# فرودگاه ویمونتاچی
فرودگاه ویمونتاچی (به انگلیسی: Weymontachie Airport) یک فرودگاه همگانی است که یک باند فرود شن دارد و طول باند آن ۷۶۲ متر است. این فرودگاه در کشور کانادا قرار دارد و در ارتفاع ۳۵۷ متری از سطح دریا واقع شده است.